# Salmchâteau
Pour les articles homonymes, voir Salm.
Salmchâteau (Salem en luxembourgeois, Såm  en wallon) est un village de la commune belge de Vielsalm située en Région wallonne dans la province de Luxembourg.

## Géographie
Salmchâteau se trouve à deux kilomètres au sud du village de Vielsalm et est traversé du sud au nord par le Glain, un affluent de l'Amblève dans lequel s'y jette le Golnay. Il est traversé dans sa partie orientale du nord au sud par la ligne ferroviaire 42 Rivage-Gouvy.
Le village se trouve à l'extrémité orientale de la route nationale 89 menant à Sedan (France) via La Roche-en-Ardenne, Libramont et Bouillon. Il est traversé du nord au sud par la route nationale 68 joignant Aix-la-Chapelle (Allemagne) à la frontière luxembourgeoise via Eupen et Malmedy.

## Histoire
L'origine du village va de pair avec la construction du second château des comtes de Salm au XIVe siècle, le premier château se trouvant dans ce qui est aujourd'hui le village de Vielsalm.
La pierre à rasoir (Coticule) était jadis extraite et travaillée à Salmchâteau.

## Patrimoine
- Les vestiges de l’entrée du « vieux » château des comtes de Salm, situé juste au nord du village et classé
- La partie orientale de la vallée de la Salm jusqu'à Vielsalm, classée
- L'église Saint-Servais

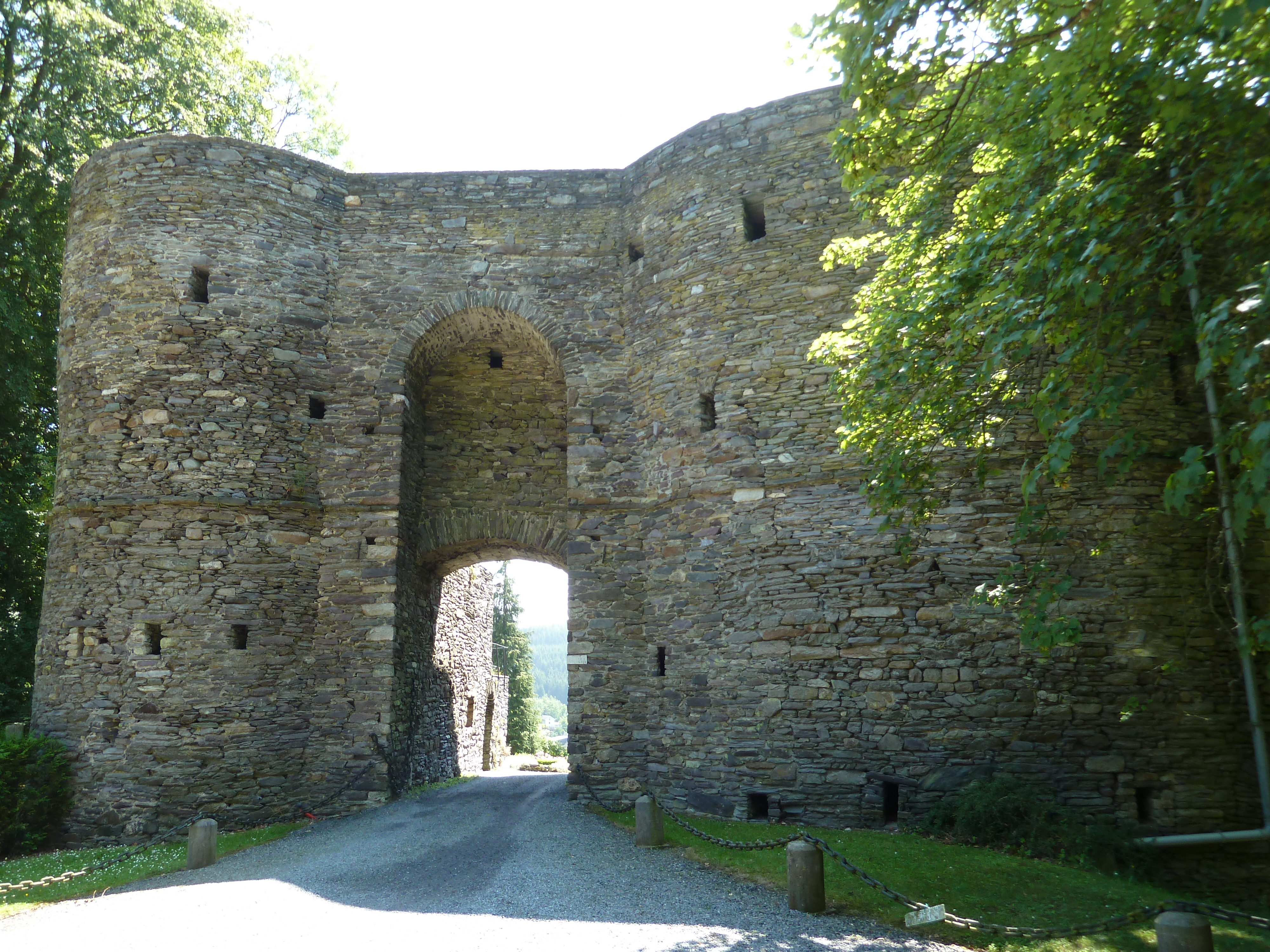
L'entrée du château
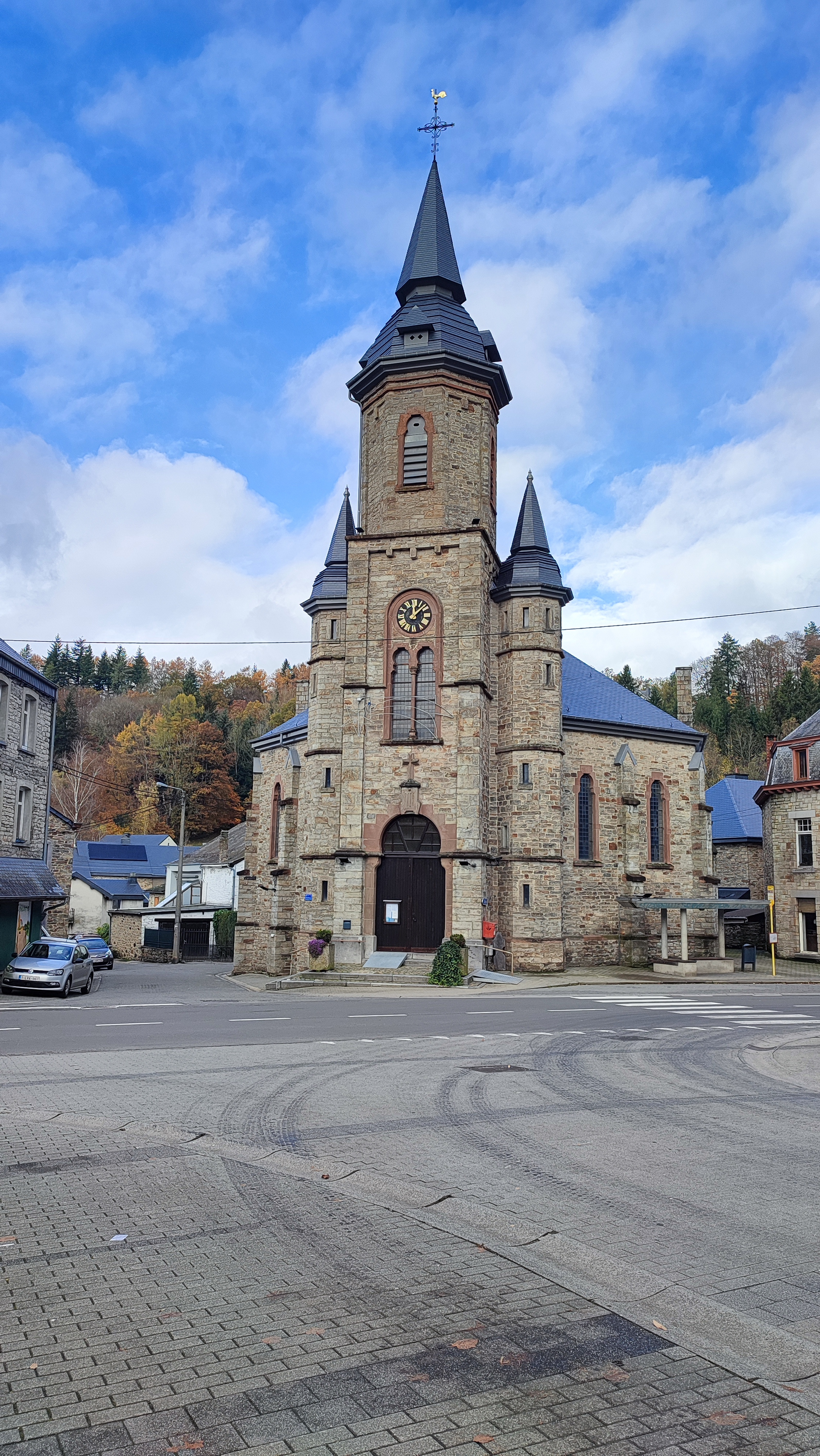
L'église Saint-Servais